# Чешме (полуостров)
Чешме́ (тур. Çeşme Yarımadası или Karaburun Yarımadası) — полуостров в Турции, в иле Измире в Эгейском регионе. Выступает в Эгейское море напротив Хиоса, к западу от Измира и гор Боздаглар. В северо-восточной части омывается Измирским заливом. Площадь 550 квадратных километров, это один из крупнейших полуостровов на полуострове Малой Азии. На полуострове в Гюльбахче находится Измирский технологический институт. Залив Гюльбахче отделяет полуостров от полуострова Урла.
На полуострове находился древний город Эрифры, а к западу — Клазомены и Теос.
Крупнейший населённый пункт — Чешме. Автострада 32, часть европейского маршрута E881, и государственная дорога D 300 соединяют Чешме с внутренними районами Турции. В восточной части полуострова проходит государственная дорога D 505, которая соединяет Карабурун и Урлу.
Высочайшая точка — гора Акдаг (Akdağ), известная в древности как Мимант (греч. Μίμας) высотой 1212 метров, которая находится в северной части полуострова.